# Liste der Staatsoberhäupter 2001
Übersicht
◄◄ | ◄ | 1997 | 1998 | 1999 | 2000 | Liste der Staatsoberhäupter 2001 | 2002 | 2003 | 2004 | 2005 | ► | ►►

Weitere Ereignisse

## Afrika
- Ägypten
  - Staatsoberhaupt: Präsident Husni Mubarak (1981–2011) (1981–1982 Ministerpräsident)
  - Regierungschef: Ministerpräsident Atif Abaid (1999–2004)
- Algerien
  - Staatsoberhaupt: Präsident Abd al-Aziz Bouteflika (1999–2019)
  - Regierungschef: Ministerpräsident Ali Benflis (2000–2003)
- Angola
  - Staats- und Regierungschef: Präsident José Eduardo dos Santos (1979–2017)
- Äquatorialguinea
  - Staatsoberhaupt: Präsident Teodoro Obiang Nguema Mbasogo (seit 1979) (bis 1982 Vorsitzender des Obersten Militärrats)
  - Regierungschef:
    - Premierminister Ángel Serafín Seriche Dougan (1996–4. März 2001)
    - Premierminister Cándido Muatetema Rivas (4. März 2001–2004)
- Äthiopien
  - Staatsoberhaupt:
    - Präsident Negasso Gidada (1995–8. Oktober 2001)
    - Präsident Girma Wolde-Giorgis (8. Oktober 2001–2013)

  - Regierungschef: Ministerpräsident Meles Zenawi (1995–2012) (1991–1995 Präsident)
- Benin
  - Staats- und Regierungschef: Präsident Mathieu Kérékou (1972–1991, 1996–2006)
- Botswana
  - Staats- und Regierungschef: Präsident Festus Mogae (1998–2008)
- Burkina Faso
  - Staatsoberhaupt: Präsident Blaise Compaoré (1987–2014)
  - Regierungschef: Ministerpräsident Paramanga Ernest Yonli (2000–2007)
- Burundi
  - Staats- und Regierungschef: Präsident Pierre Buyoya (1987–1993, 1996–2003)
- Dschibuti
  - Staatsoberhaupt: Präsident Ismail Omar Guelleh (seit 1999)
  - Regierungschef:
    - Ministerpräsident Barkat Gourad Hamadou (1978–7. März 2001)
    - Ministerpräsident Dileita Mohamed Dileita (7. März 2001–2013)
- Elfenbeinküste
  - Staatsoberhaupt: Präsident Laurent Gbagbo (2000–2011)
  - Regierungschef: Ministerpräsident Pascal Affi N’Guessan (2000–2003)
- Eritrea
  - Staats- und Regierungschef: Präsident Isayas Afewerki (seit 1993)
- Gabun
  - Staatsoberhaupt: Präsident Omar Bongo (1967–2009)
  - Regierungschef: Ministerpräsident Jean-François Ntoutoume Emane (1999–2006)
- Gambia
  - Staats- und Regierungschef: Präsident Yahya Jammeh (1994–2017) (bis 1996 Vorsitzender des Provisorischen Regierungsrats der Armee)
- Ghana
  - Staats- und Regierungschef:
    - Präsident Jerry Rawlings (1979, 1981–7. Januar 2001) (bis 1993 Vorsitzender des provisorischen Nationalen Verteidigungsrats)
    - Präsident John Agyekum Kufuor (7. Januar 2001–2009)
- Guinea
  - Staatsoberhaupt: Präsident Lansana Conté (1984–2008)
  - Regierungschef: Premierminister Lamine Sidimé (1999–2004)
- Guinea-Bissau
  - Staatsoberhaupt: Präsident Kumba Ialá (2000–2003)
  - Regierungschef:
    - Premierminister Caetano N’Tchama (2000–19. März 2001)
    - Premierminister Faustino Imbali (21. März 2001–9. Dezember 2001; 2019)
    - Premierminister Alamara Nhassé (9. Dezember 2001–2002)
- Kamerun
  - Staatsoberhaupt: Präsident Paul Biya (seit 1982)
  - Regierungschef: Premierminister Peter Mafany Musonge (1996–2004)
- Kap Verde
  - Staatsoberhaupt:
    - Präsident António Monteiro (1991–22. März 2001)
    - Präsident Pedro Pires (22. März 2001–2011) (1975–1991 Premierminister)

  - Regierungschef:
    - Premierminister Gualberto do Rosário (2000–1. Februar 2001)
    - Premierminister José Maria Neves (1. Februar 2001–2026) (seit 2021 Präsident)
- Kenia
  - Staats- und Regierungschef: Präsident Daniel arap Moi (1978–2002)
- Komoren
  - Staatsoberhaupt: Präsident Azali Assoumani (1999–2002)
  - Regierungschef: Ministerpräsident Hamada Madi (2000–2002) (2002 Präsident)
- Demokratische Republik Kongo (bis 1964 Kongo-Léopoldville, 1964–1971 Demokratische Republik Kongo, 1971–1997 Zaïre)
  - Staats- und Regierungschef:
    - Präsident Laurent-Désiré Kabila (1997–2001)
    - Präsident Joseph Kabila (17. Januar 2001–2019) (bis 26. Januar 2001 kommissarisch)
- Republik Kongo (1960–1970 Kongo-Brazzaville; 1970–1992 Volksrepublik Kongo)
  - Staats- und Regierungschef: Präsident Denis Sassou-Nguesso (1979–1992, seit 1997)
- Lesotho
  - Staatsoberhaupt: König Letsie III. (1990–1995, seit 1996)
  - Regierungschef: Ministerpräsident Bethuel Pakalitha Mosisili (1998–2012, 2015–2017)
- Liberia
  - Staats- und Regierungschef: Präsident Charles Taylor (1997–2003)
- Libyen
  - Revolutionsführer: Muammar al-Gaddafi (1969–2011) (1969–1979 Generalsekretär des Allgemeinen Volkskongresses)
  - Staatsoberhaupt: Generalsekretär des Allgemeinen Volkskongresses Zantani Muhammad az-Zantani (1992–2008)
  - Regierungschef: Generalsekretär des Allgemeinen Volkskomitees Mubarak Abdallah asch-Schamich (2000–2003) (2009–2010 Generalsekretär des Allgemeinen Volkskongresses)
- Madagaskar
  - Staatsoberhaupt: Präsident Didier Ratsiraka (1975–1993, 1997–2002)
  - Regierungschef: Premierminister Tantely Andrianarivo (1998–2002)
- Malawi
  - Staats- und Regierungschef: Präsident Bakili Muluzi (1994–2004)
- Mali
  - Staatsoberhaupt: Präsident Alpha Oumar Konaré (1992–2002)
  - Regierungschef:
    - Premierminister Mandé Sidibé (2000–2002)
- Marokko
  - Staatsoberhaupt: König Mohammed VI. (seit 1999)
  - Regierungschef: Premierminister Abderrahmane Youssoufi (1998–2002)
- Mauretanien
  - Staatsoberhaupt: Präsident Maaouya Ould Sid’Ahmed Taya (1984–2005) (1981–1984, 1984–1992 Ministerpräsident)
  - Regierungschef: Premierminister Cheikh El Avia Ould Mohamed Khouna (1996–1997, 1998–2003)
- Mauritius
  - Staatsoberhaupt: Präsident Cassam Uteem (1992–2002)
  - Regierungschef: Premierminister Anerood Jugnauth (1982–1995, 2000–2003, 2014–2017) (2003–2012 Präsident)
- Mosambik
  - Staatsoberhaupt: Präsident Joaquim Alberto Chissano (1986–2005)
  - Regierungschef: Premierminister Pascoal Mocumbi (1994–2004)
- Namibia
  - Staatsoberhaupt: Präsident Sam Nujoma (1990–2005)
  - Regierungschef: Premierminister Hage Geingob (1990–2002, 2012–2015) (2015–2024 Präsident)
- Niger
  - Staatsoberhaupt: Präsident Mamadou Tandja (1999–2010)
  - Regierungschef: Premierminister Hama Amadou (1995–1996, 2000–2007)
- Nigeria
  - Staats- und Regierungschef: Präsident Olusegun Obasanjo (1976–1979, 1999–2007)
- Ruanda
  - Staatsoberhaupt: Präsident Paul Kagame (seit 2000)
  - Regierungschef: Ministerpräsident Bernard Makuza (2000–2011)
- Sambia
  - Staats- und Regierungschef: Präsident Frederick Chiluba (1991–2002)
- São Tomé und Príncipe
  - Staatsoberhaupt:
    - Präsident Miguel Trovoada (1991–1995, 1995–2001) (1975–1979 Ministerpräsident)
    - Präsident Fradique de Menezes (3. September 2001–2003, 2003–2011)

  - Regierungschef:
    - Premierminister Guilherme Posser da Costa (1999–18. September 2001)
    - Premierminister Evaristo Carvalho (1994, 26. September 2001–2002)
- Senegal
  - Staatsoberhaupt: Präsident Abdoulaye Wade (2000–2012)
  - Regierungschef:
    - Ministerpräsident Moustapha Niasse (1983, 2000–3. März 2001)
    - Ministerpräsidentin Mame Madior Boye (3. März 2001–2002)
- Seychellen
  - Staats- und Regierungschef: Präsident France-Albert René (1977–2004) (1976–1977 Premierminister)
- Sierra Leone
  - Staats- und Regierungschef: Präsident Ahmad Tejan Kabbah (1996–1997, 1998–2007)
- Simbabwe
  - Staats- und Regierungschef: Präsident Robert Mugabe (1987–2017) (1980–1987 Ministerpräsident)
- Somalia
  - Staatsoberhaupt: Präsident Abdikassim Salat Hassan (2000–2004)
  - Regierungschef:
    - Ministerpräsident Ali Khalif Galaid (2000–28. Oktober 2001)
    - Ministerpräsident Osman Jama Ali (28. Oktober 2001–12. November 2001) (kommissarisch)
    - Ministerpräsident Hassan Abshir Farah (12. November 2001–2003)
    - Somaliland (international nicht anerkannt)
      - Staats- und Regierungschef: Präsident Mohammed Haji Ibrahim Egal (1993–2002) (1967–1969 Ministerpräsident von Somalia)
- Südafrika
  - Staats- und Regierungschef: Präsident Thabo Mbeki (1999–2008)
- Sudan
  - Staats- und Regierungschef: Präsident Umar al-Baschir (1989–2019)
- Swasiland
  - Staatsoberhaupt: König Mswati III. (seit 1986)
  - Regierungschef: Premierminister Barnabas Sibusiso Dlamini (1996–2003, 2008–2018)
- Tansania
  - Staatsoberhaupt: Präsident Benjamin Mkapa (1995–2005)
  - Regierungschef: Premierminister Frederick Sumaye (1995–2005)
- Togo
  - Staatsoberhaupt: Präsident Gnassingbé Eyadéma (1967–2005)
  - Regierungschef: Premierminister Agbéyomé Messan Kodjo (2000–2002)
- Tschad
  - Staatsoberhaupt: Präsident Idriss Déby (1990–2021)
  - Regierungschef: Premierminister Nagoum Yamassoum (1999–2002)
- Tunesien
  - Staatsoberhaupt: Präsident Zine el-Abidine Ben Ali (1987–2011) (1987 Ministerpräsident)
  - Regierungschef: Ministerpräsident Mohamed Ghannouchi (1999–2011)
- Uganda
  - Staatsoberhaupt: Präsident Yoweri Museveni (seit 1986)
  - Regierungschef: Ministerpräsident Apolo Nsibambi (1999–2011)
- Westsahara (umstritten)
  - Staatsoberhaupt: Präsident Mohamed Abdelaziz (1976–2016) (im Exil)
  - Regierungschef: Ministerpräsident Bouchraya Hammoudi Beyoun (1993–1995, 1999–2003, seit 2020) (im Exil)
- Zentralafrikanische Republik
  - Staatsoberhaupt: Präsident Ange-Félix Patassé (1993–2003) (1976–1978 Ministerpräsident)
  - Regierungschef:
    - Premierminister Anicet Georges Dologuélé (1999–1. April 2001)
    - Premierminister Martin Ziguélé (1. April 2001–2003)

## Amerika

### Nordamerika
- Kanada
  - Staatsoberhaupt: Königin Elisabeth II. (1952–2022)
    - Generalgouverneurin: Adrienne Clarkson (1999–2005)

  - Regierungschef: Premierminister Jean Chrétien (1993–2003)
- Mexiko
  - Staats- und Regierungschef: Präsident Vicente Fox (2000–2006)
- Vereinigte Staaten von Amerika
  - Staats- und Regierungschef:
    - Präsident Bill Clinton (1993–20. Januar 2001)
    - Präsident George W. Bush (20. Januar 2001–2009)

### Mittelamerika
- Antigua und Barbuda
  - Staatsoberhaupt: Königin Elisabeth II. (1981–2022)
    - Generalgouverneur James Carlisle (1993–2007)

  - Regierungschef: Premierminister Lester Bird (1994–2004)
- Bahamas
  - Staatsoberhaupt: Königin Elisabeth II. (1973–2022)
    - Generalgouverneur/-in:
      - Orville Alton Turnquest (1995–13. November 2001)
      - Ivy Dumont (13. November 2001–2005)

  - Regierungschef: Premierminister Hubert Ingraham (1992–2002, 2007–2012)
- Barbados
  - Staatsoberhaupt: Königin Elisabeth II. (1966–2021)
    - Generalgouverneur: Clifford Husbands (1996–2011)

  - Regierungschef: Premierminister Owen Arthur (1994–2008)
- Belize
  - Staatsoberhaupt: Königin Elisabeth II. (1981–2022)
    - Generalgouverneur: Colville Young (1993–2021)

  - Regierungschef: Premierminister Said Musa (1998–2008)
- Costa Rica
  - Staats- und Regierungschef: Präsident Miguel Ángel Rodríguez Echeverría (1998–2002)
- Dominica
  - Staatsoberhaupt: Präsident Vernon Shaw (1998–2003)
  - Regierungschef: Premierminister Pierre Charles (2000–2004)
- Dominikanische Republik
  - Staats- und Regierungschef: Präsident Hipólito Mejía (2000–2004)
- El Salvador
  - Staats- und Regierungschef: Präsident Francisco Flores Pérez (1999–2004)
- Grenada
  - Staatsoberhaupt: Königin Elisabeth II. (1974–2022)
    - Generalgouverneur: Daniel Williams (1996–2008)

  - Regierungschef: Premierminister Keith Mitchell (1995–2008, 2013–2022)
- Guatemala
  - Staats- und Regierungschef: Präsident Alfonso Antonio Portillo Cabrera (2000–2004)
- Haiti
  - Staatsoberhaupt:
    - Präsident René Préval (1996–7. Februar 2001, 2006–2011)
    - Präsident Jean-Bertrand Aristide (1991, 1993–1994, 1994–1996, 7. Februar 2001–2004)

  - Regierungschef:
    - Ministerpräsident Jacques-Édouard Alexis (1999–2. März 2001, 2006–2008)
    - Ministerpräsident Jean Marie Chérestal (2. März 2001–2002)
- Honduras
  - Staats- und Regierungschef: Präsident Carlos Roberto Flores Facussé (1998–2002)
- Jamaika
  - Staatsoberhaupt: Königin Elisabeth II. (1962–2022)
    - Generalgouverneur: Howard Cooke (1991–2006)

  - Regierungschef: Premierminister Percival J. Patterson (1992–2006)
- Kuba
  - Staatsoberhaupt und Regierungschef: Präsident des Staatsrats und des Ministerrats Fidel Castro (1976–2008) (1959–1976 Ministerpräsident)
- Nicaragua
  - Staats- und Regierungschef: Präsident Arnoldo Alemán (1997–2002)
- Panama
  - Staats- und Regierungschef: Präsidentin Mireya Moscoso (1999–2004)
- St. Kitts und Nevis
  - Staatsoberhaupt: Königin Elisabeth II. (1983–2022)
    - Generalgouverneur: Cuthbert Sebastian (1996–2013)

  - Regierungschef: Ministerpräsident Denzil Douglas (1995–2015)
- St. Lucia
  - Staatsoberhaupt: Königin Elisabeth II. (1979–2022)
    - Generalgouverneurin: Dame Pearlette Louisy (1997–2017)

  - Regierungschef: Ministerpräsident Kenneth Anthony (1997–2006, 2011–2016)
- St. Vincent und die Grenadinen
  - Staatsoberhaupt: Königin Elisabeth II. (1979–2022)
    - Generalgouverneur: Charles Antrobus (1996–2002)

  - Regierungschef:
    - Ministerpräsident Arnhim Ulric Eustace (2000–29. März 2001)
    - Ministerpräsident Ralph Gonsalves (seit 29. März 2001)
- Trinidad und Tobago
  - Staatsoberhaupt: Präsident Arthur N. R. Robinson (1997–2003) (1986–1991 Ministerpräsident)
  - Regierungschef:
    - Ministerpräsident Basdeo Panday (1995–24. Dezember 2001)
    - Ministerpräsident Patrick Manning (1991–1995, 24. Dezember 2001–2010)

### Südamerika
- Argentinien
  - Staats- und Regierungschef:
    - Präsident Fernando de la Rúa (1999–2001)
    - Senatspräsident Ramón Puerta (21. Dezember 2001–23. Dezember 2001) (kommissarisch)
    - Präsident Adolfo Rodríguez Saá (23. Dezember 2001–31. Dezember 2001)
    - Präsident Eduardo Camaño (31. Dezember 2001–2002) (kommissarisch)
- Bolivien
  - Staats- und Regierungschef:
    - Präsident Hugo Banzer Suárez (1971–1978, 1997–7. August 2001)
    - Präsident Jorge Quiroga Ramírez (7. August 2001–2002)
- Brasilien
  - Staats- und Regierungschef: Präsident Fernando Henrique Cardoso (1995–2003)
- Chile
  - Staats- und Regierungschef: Präsident Ricardo Lagos Escobar (2000–2006)
- Ecuador
  - Staats- und Regierungschef: Präsident Gustavo Noboa (2000–2003)
- Guyana
  - Staatsoberhaupt: Präsident Bharrat Jagdeo (1999–2011) (1999 Ministerpräsident)
  - Regierungschef: Ministerpräsident Sam Hinds (1992–1997, 1997–1999, 1999–2015) (1997 Präsident)
- Kolumbien
  - Staats- und Regierungschef: Präsident Andrés Pastrana (1998–2002)
- Paraguay
  - Staats- und Regierungschef: Präsident Luis Ángel González Macchi (1999–2003)
- Peru
  - Staatsoberhaupt:
    - Präsident Valentín Paniagua Corazao (2000–28. Juli 2001)
    - Präsident Alejandro Toledo (28. Juli 2001–2006)

  - Regierungschef:
    - Ministerpräsident Javier Pérez de Cuéllar (2000–28. Juli 2001)
    - Ministerpräsident Roberto Dañino Zapata (28. Juli 2001–2002)
- Suriname
  - Staats- und Regierungschef: Präsident Ronald Venetiaan (1991–1996, 2000–2010)
  - Regierungschef: Vizepräsident Jules Ratankumar Ajodhia (1991–1996, 2000–2005)
- Uruguay
  - Staats- und Regierungschef: Präsident Jorge Batlle Ibáñez (2000–2005)
- Venezuela
  - Staats- und Regierungschef: Präsident Hugo Chávez (1999–2002, 2002–2013)

## Asien

### Ost-, Süd- und Südostasien
- Bangladesch
  - Staatsoberhaupt:
    - Präsident Shahabuddin Ahmed (1990–1991, 1996–14. November 2001)
    - Präsident A. Q. M. Badruddoza Chowdhury (14. November 2001–2002)

  - Regierungschef:
    - Premierministerin Hasina Wajed (1996–15. Juli 2001, 2009–2024)
    - Premierministerin Khaleda Zia (1991–1996, 15. Juli 2001–2006)
- Bhutan
  - Staatsoberhaupt: König Jigme Singye Wangchuck (1972–2006)
  - Regierungschef:
    - Ministerpräsident Yeshey Zimba (2000–8. August 2001, 2004–2005)
    - Ministerpräsident Khandu Wangchuk (8. August 2001–2002, 2007–2008)
- Brunei
  - Staats- und Regierungschef: Sultan Hassanal Bolkiah (seit 1967)
- Republik China (Taiwan)
  - Staatsoberhaupt: Präsident Chen Shui-bian (2000–2008)
  - Regierungschef: Ministerpräsident Chang Chun-hsiung (2000–2002, 2007–2008)
- Volksrepublik China
  - Staatsoberhaupt: Präsident Jiang Zemin (1993–2003)
  - Regierungschef: Ministerpräsident Zhu Rongji (1998–2003)
- Indien
  - Staatsoberhaupt: Präsident K. R. Narayanan (1997–2002)
  - Regierungschef: Premierminister Atal Bihari Vajpayee (1996, 1998–2004)
- Indonesien
  - Staatsoberhaupt und Regierungschef:
    - Präsident Abdurrahman Wahid (1999–23. Juli 2001)
    - Präsidentin Megawati Sukarnoputri (23. Juli 2001–2004)
- Japan
  - Staatsoberhaupt: Kaiser Akihito (1989–2019)
  - Regierungschef:
    - Premierminister Yoshirō Mori (2000–26. April 2001)
    - Premierminister Jun’ichirō Koizumi (26. April 2001–2006)
- Kambodscha
  - Staatsoberhaupt: König Norodom Sihanouk (1941–1955, 1993–2004) (1960–1970, 1975–1976, 1991–1993 Präsident)
  - Regierungschef: Premierminister Hun Sen (1985–2023)
- Nordkorea
  - Vorsitzender der Nationalen Verteidigungskommission: Kim Jong-il (1994–2011)
  - Vorsitzender des Präsidiums der Obersten Volksversammlung: Kim Yong-nam (1998–2019)
  - Regierungschef: Ministerpräsident Hong Song-nam (1997–2003)
- Südkorea
  - Staatsoberhaupt: Präsident Kim Dae-jung (1998–2003)
  - Regierungschef: Ministerpräsident Lee Han-dong (2000–2002)
- Laos
  - Staatsoberhaupt: Präsident Khamtay Siphandone (1998–2006)
  - Regierungschef:
    - MinisterpräsidentSisavath Keobounphanh (1998–27. März 2001)
    - Ministerpräsident Boungnang Vorachith (27. März 2001–2006) (Präsident 2016–2021)
- Malaysia
  - Staatsoberhaupt:
    - Oberster Herrscher Salahuddin Abdul Aziz (1999–21. November 2001)
    - Oberster Herrscher Mizan Zainal Abidin (21. November 2001–13. Dezember 2001, 2006–2011) (kommissarisch)
    - Oberster Herrscher Syed Sirajuddin (13. Dezember 2001–2006)

  - Regierungschef: Premierminister Mahathir bin Mohamad (1981–2003, 2018–2020)
- Malediven
  - Staats- und Regierungschef: Präsident Maumoon Abdul Gayoom (1978–2008)
- Myanmar
  - Staatsoberhaupt: Vorsitzender des Staatsrats für Frieden und Entwicklung Than Shwe (1992–2011) (1992–2003 Ministerpräsident)
  - Regierungschef: Ministerpräsident Than Shwe (1992–2003) (1992–2011 Vorsitzender des Staatsrats für Frieden und Entwicklung)
- Nepal
  - Staatsoberhaupt:
    - König Birendra (1972–1. Juni 2001)
    - König Gyanendra (1950–1951, 1. Juni 2001–2008)

  - Regierungschef:
    - Premierminister Girija Prasad Koirala (1991–1994, 1998–1999, 2000–26. Juli 2001, 2006–2008)
    - Premierminister Sher Bahadur Deuba (1995–1997, 26. Juli 2001–2002, 2004–2005, 2017–2018, 2021–2022)
- Pakistan
  - Staatsoberhaupt:
    - Präsident Mohammed Rafiq Tarar (1998–20. Juni 2001)
    - Pervez Musharraf (20. Juni 2001–2008) (1999–2002 Regierungschef)

  - Regierungschef: Chief Executive Pervez Musharraf (1999–2002) (2001–2008 Präsident)
- Philippinen
  - Staats- und Regierungschef:
    - Präsident Joseph Estrada (1998–20. Januar 2001)
    - Präsidentin Gloria Macapagal-Arroyo (20. Januar 2001–2010)
- Singapur
  - Staatsoberhaupt: Präsident Sellapan Ramanathan (1999–2011)
  - Regierungschef: Premierminister Goh Chok Tong (1990–2004)
- Sri Lanka
  - Staatsoberhaupt: Präsidentin Chandrika Kumaratunga (1994–2005) (1994 Premierministerin)
  - Regierungschef:
    - Premierminister Ratnasiri Wickremanayake (2000–9. Dezember 2001, 2005–2010)
    - Premierminister Ranil Wickremesinghe (1993–1994, 9. Dezember 2001–2004, 2015–2018, 2018–2019, 2022) (2022–2024 Präsident)
- Thailand
  - Staatsoberhaupt: König Rama IX. Bhumibol Adulyadej (1946–2016)
  - Regierungschef:
    - Ministerpräsident Chuan Leekpai (1992–1995, 1997–9. Februar 2001)
    - Ministerpräsident Thaksin Shinawatra (9. Februar 2001–2006)
- Vietnam
  - Staatsoberhaupt: Präsident Trần Đức Lương (1997–2006)
  - Regierungschef: Ministerpräsident Phan Văn Khải (1997–2006)

### Vorderasien
- Armenien
  - Staatsoberhaupt: Präsident Robert Kotscharjan (1998–2008) (1992–1994 Ministerpräsident von Bergkarabach, 1994–1997 Präsident von Bergkarabach, 1997–1998 Ministerpräsident von Armenien)
  - Regierungschef: Ministerpräsident Andranik Markarjan (2000–2007)
- Aserbaidschan
  - Staatsoberhaupt: Präsident Heidar Alijew (1993–2003)
  - Regierungschef: Ministerpräsident Artur Rasizadä (1996–2003, 2003–2018)
  - Bergkarabach (international nicht anerkannt)
    - Staatsoberhaupt: Präsident Arkadi Ghukassjan (1997–2007)
    - Regierungschef: Ministerpräsident Anuschawan Danieljan (1999–2007)
- Bahrain
  - Staatsoberhaupt: Emir Hamad bin Isa Al Chalifa (seit 1999) (seit 2002 König)
  - Regierungschef: Ministerpräsident Chalifa ibn Salman Al Chalifa (1971–2020)
- Georgien
  - Staatsoberhaupt: Präsident Eduard Schewardnadse (1992–2003)
  - Regierungschef:
    - Ministerpräsident Giorgi Arsenischwili (2000–21. Dezember 2001)
    - Ministerpräsident Awtandil Dschorbenadse (21. Dezember 2001–2003)

  - Abchasien (international nicht anerkannt)
    - Staatsoberhaupt: Präsident Wladislaw Ardsinba (1992–2005)
    - Regierungschef:
      - Ministerpräsident Wjatscheslaw Zugba (1999–Juni 2001)
      - Ministerpräsident Anri Dschergenij (Juni 2001–2002)

  - Südossetien (international nicht anerkannt)
    - Staatsoberhaupt:
      - Präsident Ludwig Tschibirow (1993–18. Dezember 2001)
      - Präsident Eduard Kokoity (18. Dezember 2001–2011)

    - Regierungschef:
      - Ministerpräsident Merab Tschigojew (1998–Juni 2001)
      - Ministerpräsident Dmitri Sanakojew (Juni 2001–Dezember 2001)
      - Ministerpräsident Gerassim Chugajew (1991–1993, Dezember 2001–2003) (bis 9. Januar 2002 kommissarisch)
- Irak
  - Staats- und Regierungschef: Präsident Saddam Hussein (1979–2003)
- Iran
  - Religiöses Oberhaupt: Oberster Rechtsgelehrter Ali Chamene’i (seit 1989) (1981–1989 Ministerpräsident)
  - Regierungschef: Präsident Mohammad Chatami (1997–2005)
- Israel
  - Staatsoberhaupt: Präsident Mosche Katzav (2000–2007)
  - Regierungschef:
    - Ministerpräsident Ehud Barak (1999–7. März 2001)
    - Ministerpräsident Ariel Scharon (7. März 2001–2006)
- Jemen
  - Staatsoberhaupt: Vorsitzender des Präsidialrates Ali Abdullah Salih (1990–2012) (ab 1994 Präsident) (1978–1990 Präsident des Nordjemen)
  - Regierungschef:
    - Ministerpräsident Abdul Karim al-Iryani (1998–7. April 2001) (1980–1983 Ministerpräsident des Nordjemen)
    - Ministerpräsident Abd al-Qadir Badschamal (7. April 2001–2007)
- Jordanien
  - Staatsoberhaupt: König Abdullah II. (seit 1999)
  - Regierungschef: Ministerpräsident Ali Abu ar-Ragheb (2000–2003)
- Katar
  - Staatsoberhaupt: Emir Hamad bin Chalifa Al Thani (1995–2013) (1995–1996 Ministerpräsident)
  - Regierungschef: Ministerpräsident Abdullah bin Chalifa Al Thani (1996–2007)
- Kuwait
  - Staatsoberhaupt: Emir Dschabir III. (1977–2006) (1962–1963, 1965–1978 Ministerpräsident)
  - Regierungschef: Ministerpräsident Sa'ad al-Abdallah as-Salim as-Sabah (1978–2003) (2006 Emir)
- Libanon
  - Staatsoberhaupt: Präsident Émile Lahoud (1998–2007)
  - Regierungschef: Ministerpräsident Rafiq al-Hariri (1992–1998, 2000–2004)
- Oman
  - Staats- und Regierungschef: Sultan Qabus ibn Said (1970–2020)
- Palästinensische Autonomiegebiete
  - Staats- und Regierungschef: Präsident: Jassir Arafat (1994–2004)
- Saudi-Arabien
  - Staats- und Regierungschef: König Fahd ibn Abd al-Aziz (1982–2005)
- Syrien
  - Staatsoberhaupt: Präsident Baschar al-Assad (2000–2024)
  - Regierungschef: Ministerpräsident Mohammed Mustafa Miro (2000–2003)
- Türkei
  - Staatsoberhaupt: Präsident Ahmet Necdet Sezer (2000–2007)
  - Regierungschef: Ministerpräsident Bülent Ecevit (1974, 1977, 1978–1979, 1999–2002)
- Vereinigte Arabische Emirate
  - Staatsoberhaupt: PräsidentZayid bin Sultan Al Nahyan (1971–2004) (1966–2004 Emir von Abu Dhabi)
  - Regierungschef: Ministerpräsident Maktum bin Raschid Al Maktum (1971–1979, 1990–2006) (1990–2006 Emir von Dubai)

### Zentralasien
- Afghanistan
  - Staatsoberhaupt:
    - Führer der Gläubigen Mohammed Omar (1996–13. November 2001)
    - Präsident Burhānuddin Rabbāni (1992–1996, 13. November 2001–22. Dezember 2001)
    - Präsident Hamid Karzai (22. Dezember 2001–2014)

  - Regierungschef:
    - Vorsitzender des obersten Rats Mohammad Rabbani (1996–13. April 2001)
    - Vorsitzender des obersten Rats Abdul Kabir (16. April 2001–13. November 2001)
- Kasachstan
  - Staatsoberhaupt: Präsident Nursultan Nasarbajew (1991–2019)
  - Regierungschef: Ministerpräsident Qassym-Schomart Toqajew (1999–2002)
- Kirgisistan
  - Staatsoberhaupt: Präsident Askar Akajew (1991–2005)
  - Regierungschef: Ministerpräsident Kurmanbek Bakijew (2000–2002, 2005) (2005–2010 Präsident)
- Mongolei
  - Staatsoberhaupt: Präsident Natsagiin Bagabandi (1997–2005)
  - Regierungschef: Ministerpräsident Nambaryn Enchbajar (2000–2004) (2005–2009 Präsident)
- Tadschikistan
  - Staatsoberhaupt: Präsident Emomalij Rahmon (seit 1992)
  - Regierungschef: Ministerpräsident Oqil Oqilow (1999–2013)
- Turkmenistan
  - Staats- und Regierungschef: Präsident Saparmyrat Nyýazow (1991–2006)
- Usbekistan
  - Staatsoberhaupt: Präsident Islom Karimov (1991–2016)
  - Regierungschef: Ministerpräsident Oʻtkir Sultonov (1995–2003)

## Australien und Ozeanien
- Australien
  - Staatsoberhaupt: Königin Elisabeth II. (1952–2022)
    - Generalgouverneur:
      - William Deane (1996–29. Juni 2001)
      - Peter Hollingworth (29. Juni 2001–2003)

  - Regierungschef: Premierminister John Howard (1996–2007)
- Cookinseln (unabhängiger Staat in freier Assoziierung mit Neuseeland)
  - Staatsoberhaupt: Königin Elisabeth II. (1965–2022)
    - Queen’s Representative: Frederick Tutu Goodwin (2001–2013)

  - Regierungschef: Premierminister Terepai Maoate (1999–2002)
- Fidschi
  - Staatsoberhaupt: Präsident Josefa Iloilo (2000–2006, 2007–2009)
  - Regierungschef:
    - Premierminister Laisenia Qarase (2000–14. März 2001, 2001–2006) (kommissarisch)
    - Premierminister Tevita Momoedonu (14. März 2001–16. März 2001)
    - Premierminister Laisenia Qarase (2000–2001, 16. März 2001–2006)
- Kiribati
  - Staats- und Regierungschef: Präsident Teburoro Tito (1994–2003)
- Marshallinseln
  - Staats- und Regierungschef: Präsident Kessai Note (2000–2008)
- Mikronesien
  - Staats- und Regierungschef: Präsident Leo Falcam (1999–2003)
- Nauru
  - Staats- und Regierungschef:
    - Präsident Bernard Dowiyogo (1976–1978, 1989–1995, 1996, 1998–1999, 2000–30. März 2001, 2003, 2003)
    - Präsident René Harris (1999–2000, 30. März 2001–2003, 2003, 2003–2004)
- Neuseeland
  - Staatsoberhaupt: Königin Elisabeth II. (1952–2022)
    - Generalgouverneur/-in:
      - Michael Hardie Boys (1996–4. April 2001)
      - Silvia Cartwright (4. April 2001–2006)

  - Regierungschef: Premierministerin Helen Clark (1999–2008)
- Niue (unabhängiger Staat in freier Assoziierung mit Neuseeland)
  - Staatsoberhaupt: Königin Elisabeth II. (1974–2022)
    - Queen’s Representative: Generalgouverneur von Neuseeland

  - Regierungschef: Premierminister Sani Lakatani (1999–2002)
- Palau
  - Staats- und Regierungschef: Präsident Tommy Remengesau (1. Januar 2001–2009, 2013–2021)
- Papua-Neuguinea
  - Staatsoberhaupt: Königin Elisabeth II. (1975–2022)
    - Generalgouverneur: Silas Atopare (1997–2003)

  - Regierungschef: Premierminister Mekere Morauta (1999–2002)
- Salomonen
  - Staatsoberhaupt: Königin Elisabeth II. (1978–2022)
    - Generalgouverneur: John Lapli (1999–2004)

  - Regierungschef:
    - Premierminister Manasseh Sogavare (2000–17. Dezember 2001, 2006–2007, 2014–2017, 2019–2024)
    - Premierminister Allan Kemakeza (17. Dezember 2001–2006)
- Samoa
  - Staatsoberhaupt: O le Ao o le Malo Tanumafili II. (1962–2007)
  - Regierungschef: Premierminister Sailele Tuilaʻepa Malielegaoi (1998–2021)
- Tonga
  - Staatsoberhaupt: König Taufaʻahau Tupou IV. (1970–2006)
  - Regierungschef: Premierminister Ulukalala Lavaka Ata (2000–2006) (seit 2012 König)
- Tuvalu
  - Staatsoberhaupt: Königin Elisabeth II. (1978–2022)
    - Generalgouverneur: Tomasi Puapua (1998–2003)

  - Regierungschef:
    - Premierminister Lagitupu Tuilimu (2000–24. Februar 2001) (kommissarisch)
    - Premierminister Faimalaga Luka (24. Februar 2001–14. Dezember 2001) (2003–2005 Präsident)
    - Premierminister Koloa Talake (14. Dezember 2001–2002)
- Vanuatu
  - Staatsoberhaupt: Präsident John Bennett Bani (1999–2004)
  - Regierungschef:
    - Premierminister Barak Sopé (1999–2001)
    - Premierminister Edward Natapei (13. April 2001–2004, 2008–2010, 2011)

## Europa
- Albanien
  - Staatsoberhaupt: Präsident Rexhep Meidani (1997–2002)
  - Regierungschef: Ministerpräsident Ilir Meta (1999–2002)
- Andorra
  - Co-Fürsten:
    - Staatspräsident von Frankreich Jacques Chirac (1995–2007)
      - Persönlicher Repräsentant: Frédéric de Saint-Sernin (1999–2002)

    - Bischof von Urgell Joan Martí Alanís (1971–2003)
      - Persönlicher Repräsentant: Nemesi Marquès i Oste (1993–2010)

  - Regierungschef: Regierungspräsident Marc Forné Molné (1994–2005)
- Belarus
  - Staatsoberhaupt: Präsident Aljaksandr Lukaschenka (seit 1994)
  - Regierungschef:
    - Ministerpräsident Uladsimir Jarmoschyn (2000–1. Oktober 2001)
    - Ministerpräsident Henads Nawizki (1. Oktober 2001–2003)
- Belgien
  - Staatsoberhaupt: König Albert II. (1993–2013)
  - Regierungschef: Premierminister Guy Verhofstadt (1999–2008)
- Bosnien und Herzegowina
  - Hoher Repräsentant für Bosnien und Herzegowina: Wolfgang Petritsch (1999–2002)
  - Staatsoberhaupt:
    - Vorsitzender des Staatspräsidiums Zivko Radišić (1998–1999, 2000–14. Juni 2001)
    - Vorsitzender des Staatspräsidiums Jozo Križanović (14. Juni 2001–2002)

  - Staatspräsidium:
    - Bosniaken: Alija Izetbegović (1998–2002)
    - Kroaten:
      - Ante Jelavić (1998–7. März 2001)
      - Jozo Križanović (7. März 2001–2002)

    - Serben: Živko Radišić (1998–2002)

  - Regierungschef:
    - Ministerpräsident Martin Raguž (2000–22. Februar 2001)
    - Ministerpräsident Božidar Matić (22. Februar 2001–18. Juli 2001)
    - Ministerpräsident Zlatko Lagumdžija (18. Juli 2001–2002)
- Bulgarien
  - Staatsoberhaupt: Präsident Petar Stojanow (1997–2002)
  - Regierungschef:
    - Ministerpräsident Iwan Kostow (1997–24. Juli 2001)
    - Ministerpräsident Simeon Sakskoburggotski (24. Juli 2001–2005) (1943–1946 König)
- Dänemark
  - Staatsoberhaupt: Königin Margrethe II. (1972–2024)
  - Regierungschef:
    - Ministerpräsident Poul Nyrup Rasmussen (1993–27. November 2001)
    - Ministerpräsident Anders Fogh Rasmussen (27. November 2001–2009)

  - Färöer (politisch selbstverwalteter und autonomer Bestandteil des Königreichs Dänemark)
    - Vertreter der dänischen Regierung:
      - Reichsombudsfrau Vibeke Larsen (1995–1. November 2001)
      - Reichsombudsfrau Birgit Kleis (1. November 2001–2005)

    - Regierungschef: Ministerpräsident Anfinn Kallsberg (1998–2004)

  - Grönland (politisch selbstverwalteter und autonomer Bestandteil des Königreichs Dänemark)
    - Vertreter der dänischen Regierung: Reichsombudsmann Gunnar Martens (1995–2002)
    - Regierungschef: Ministerpräsident Jonathan Motzfeldt (1979–1991, 1997–2002)
- Deutschland
  - Staatsoberhaupt: Bundespräsident Johannes Rau (1999–2004)
  - Regierungschef: Bundeskanzler Gerhard Schröder (1998–2005)
- Estland
  - Staatsoberhaupt:
    - Präsident Lennart Meri (1992–6. Oktober 2001)
    - Präsident Arnold Rüütel (1991–1992, 6. Oktober 2001–2006)

  - Regierungschef: Ministerpräsident Mart Laar (1992–1994, 1999–2002)
- Finnland
  - Staatsoberhaupt: Präsidentin Tarja Halonen (2000–2012)
  - Regierungschef: Ministerpräsident Paavo Lipponen (1995–2003)
- Frankreich
  - Staatsoberhaupt: Präsident Jacques Chirac (1995–2007) (1974–1976, 1986–1988 Premierminister)
  - Regierungschef: Premierminister Lionel Jospin (1997–2002)
- Griechenland
  - Staatsoberhaupt: Präsident Konstantinos Stefanopoulos (1995–2005)
  - Regierungschef: Ministerpräsident Konstantinos Simitis (1996–2004)
- Irland
  - Staatsoberhaupt: Präsidentin Mary McAleese (1997–2011)
  - Regierungschef: Taoiseach Bertie Ahern (1997–2008)
- Island
  - Staatsoberhaupt: Präsident Ólafur Ragnar Grímsson (1996–2016)
  - Regierungschef: Ministerpräsident Davíð Oddsson (1991–2004)
- Italien
  - Staatsoberhaupt: Präsident Carlo Azeglio Ciampi (1999–2006) (1993–1994 Ministerpräsident)
  - Regierungschef:
    - Ministerpräsident Giuliano Amato (1993, 2000–11. Juni 2001)
    - Ministerpräsident Silvio Berlusconi (1994–1995, 11. Juni 2001–2006, 2008–2011)
- Jugoslawien
  - Staatsoberhaupt: Präsident Vojislav Koštunica (2000–2003)
  - Regierungschef: Ministerpräsident Zoran Žižić (2000–2003)
- Kanalinseln[1]
  - Guernsey
    - Staats- und Regierungschef: Herzogin Elisabeth II. (1952–2022)
      - Vizegouverneur: John Foley (2000–2005)

  - Jersey
    - Staats- und Regierungschef: Herzogin Elisabeth II. (1952–2022)
      - Vizegouverneur: John Cheshire (24. Januar 2001–2006)
- Kroatien
  - Staatsoberhaupt: Präsident Stjepan Mesić (2000–2010)
  - Regierungschef: Regierungspräsident Ivica Račan (2000–2003)
- Lettland
  - Staatsoberhaupt: Präsidentin Vaira Vīķe-Freiberga (1999–2007)
  - Regierungschef: Ministerpräsident Andris Bērziņš (2000–2002)
- Liechtenstein
  - Staatsoberhaupt: Fürst Hans-Adam II. (seit 1989)
  - Regierungschef:
    - Mario Frick (1993–5. April 2001)
    - Otmar Hasler (5. April 2001–2009)
- Litauen
  - Staatsoberhaupt: Präsident Valdas Adamkus (1998–2003, 2004–2009)
  - Regierungschef:
    - Ministerpräsident Rolandas Paksas (1999, 2000–20. Juni 2001)
    - Ministerpräsident Eugenijus Gentvilas (20. Juni 2001–3. Juli 2001) (kommissarisch)
    - Ministerpräsident Algirdas Brazauskas (3. Juli 2001–2006) (1992–1998 Präsident )
- Luxemburg
  - Staatsoberhaupt: Großherzog Henri (seit 2000)
  - Regierungschef: Ministerpräsident Jean-Claude Juncker (1995–2013)
- Malta
  - Staatsoberhaupt: Präsident Guido de Marco (1999–2004)
  - Regierungschef: Premierminister Edward Fenech Adami (1987–1996, 1998–2004) (2004–2009 Präsident)
- Isle of Man[1]
  - Staatsoberhaupt: Lord of Man Elisabeth II. (1952–2022)
    - Vizegouverneur:Ian David Macfadyen (2000–2005)

  - Regierungschef:
    - Premierminister Donald Gelling (1996–4. Dezember 2001, 2004–2006)
    - Premierminister Richard Corkill (4. Dezember 2001–2004)
- Mazedonien
  - Staatsoberhaupt: Präsident Boris Trajkovski (1999–2004)
  - Regierungschef: Ministerpräsident Ljubčo Georgievski (1998–2002)
- Moldau
  - Staatsoberhaupt:
    - Präsident Petru Lucinschi (1997–7. April 2001)
    - Präsident Vladimir Voronin (7. April 2001–2009)

  - Regierungschef:
    - Ministerpräsident Dumitru Braghiș (1999–19. April 2001)
    - Ministerpräsident Vasile Tarlev (19. April 2001–2008)

  - Transnistrien (international nicht anerkannt)
    - Präsident: Igor Smirnow (1991–2011)
- Monaco
  - Staatsoberhaupt: Fürst: Rainier III. (1949–2005)
  - Regierungschef: Staatsminister Patrick Leclercq (2000–2005)
- Niederlande
  - Staatsoberhaupt: Königin Beatrix (1980–2013)
  - Regierungschef: Ministerpräsident Wim Kok (1994–2002)
  - Niederländische Antillen (Land des Königreichs der Niederlande)
    - Vertreter der niederländischen Regierung: Gouverneur Jaime Saleh (1990–2002)
    - Regierungschef: 
      - Ministerpräsident Miguel Pourier (1999–2002)
- Norwegen
  - Staatsoberhaupt: König Harald V. (seit 1991)
  - Regierungschef:
    - Ministerpräsident Jens Stoltenberg (2000–19. Oktober 2001, 2005–2013)
    - Ministerpräsident Kjell Magne Bondevik (1997–2000, 19. Oktober 2001–2005)
- Österreich
  - Staatsoberhaupt: Bundespräsident Thomas Klestil (1992–2004)
  - Regierungschef: Bundeskanzler Wolfgang Schüssel (2000–2007)
- Polen
  - Staatsoberhaupt: Präsident Aleksander Kwaśniewski (1995–2005)
  - Regierungschef:
    - Ministerpräsident Jerzy Buzek (1997–19. Oktober 2001)
    - Ministerpräsident Leszek Miller (19. Oktober 2001–2004)
- Portugal
  - Staatsoberhaupt: Präsident Jorge Sampaio (1996–2006)
  - Regierungschef: Ministerpräsident António Guterres (1995–2002)
- Rumänien
  - Staatsoberhaupt: Präsident Ion Iliescu (1989–1996, 2000–2004)
  - Regierungschef: Ministerpräsident Adrian Năstase (2000–2004)
- Russland
  - Staatsoberhaupt: Präsident Wladimir Putin (1999–2008, seit 2012) (1999–2000, 2008–2012 Ministerpräsident)
  - Regierungschef: Ministerpräsident Michail Kassjanow (2000–2004)
- San Marino
  - Staatsoberhaupt: Capitani Reggenti
    - Gian Franco Terenzi (1987–1988, 1. Oktober 2000–1. April 2001, 2006, 2014–2015) und Enzo Colombini (1984, 1. Oktober 2000–1. April 2001)
    - Luigi Lonfernini (1971, 1. April 2001–1. Oktober 2001) und Fabio Berardi (1. April 2001–1. Oktober 2001)
    - Alberto Cecchetti (1975, 1994, 1998, 1. Oktober 2001–1. April 2002) und Gino Giovagnoli (1. Oktober 2001–1. April 2002)

  - Regierungschef: Außenminister Gabriele Gatti (1986–2002)
- Schweden
  - Staatsoberhaupt: König Carl XVI. Gustaf (seit 1973)
  - Regierungschef: Ministerpräsident Göran Persson (1996–2006)
- Schweiz[2]
  - Bundespräsident Moritz Leuenberger (1. Januar 2001–31. Dezember 2001, 2006)
  - Bundesrat:
    - Kaspar Villiger (1989–2003)
    - Ruth Dreifuss (1993–2002)
    - Moritz Leuenberger (1995–2010)
    - Pascal Couchepin (1998–2009)
    - Joseph Deiss (1999–2006)
    - Ruth Metzler-Arnold (1999–2003)
    - Samuel Schmid (1. Januar 2001–2008)
- Slowakei
  - Staatsoberhaupt: Präsident Rudolf Schuster (1999–2004)
  - Regierungschef: Ministerpräsident Mikuláš Dzurinda (1998–2006)
- Slowenien
  - Staatsoberhaupt: Präsident Milan Kučan (1991–2002)
  - Regierungschef: Ministerpräsident Janez Drnovšek (1992–2000, 2000–2002) (2002–2007 Präsident)
- Spanien
  - Staatsoberhaupt: König Juan Carlos I. (1975–2014)
  - Regierungschef: Ministerpräsident José María Aznar (1996–2004)
- Tschechien
  - Staatsoberhaupt: Präsident Václav Havel (1993–2003)
  - Regierungschef: Ministerpräsident Miloš Zeman (1998–2002) (2013–2023 Präsident)
- Ukraine
  - Staatsoberhaupt: Präsident Leonid Kutschma (1994–2005) (1992–1993 Ministerpräsident)
  - Regierungschef:
    - Ministerpräsident Wiktor Juschtschenko (1999–29. Mai 2001) (2005–2010 Präsident)
    - Ministerpräsident Anatolij Kinach (29. Mai 2001–2002)
- Ungarn
  - Staatsoberhaupt: Präsident Ferenc Mádl (2000–2005)
  - Regierungschef: Ministerpräsident Viktor Orbán (1998–2002, seit 2010)
- Vatikanstadt
  - Staatsoberhaupt: Papst Johannes Paul II. (1978–2005)
  - Regierungschef:
    - Kardinalstaatssekretär Angelo Sodano (1990–2006)
    - Präsident des Governatorats Edmund Casimir Szoka (1997–2006)
- Vereinigtes Königreich
  - Staatsoberhaupt: Königin Elisabeth II. (1952–2022) (gekrönt 1953)
  - Regierungschef: Premierminister Tony Blair (1997–2007)
- Republik Zypern
  - Staats- und Regierungschef: Präsident Glafkos Klerides (1993–2003)
  - Nordzypern (international nicht anerkannt)
    - Staatsoberhaupt: Präsident Rauf Denktaş (1983–2005)
    - Regierungschef: Ministerpräsident Derviş Eroğlu (1985–1994, 1996–2004, 2009–2010) (2010–2015 Präsident)